# Championnat d'Afrique du Sud de football 1996-1997
Navigation
Saison suivante
La saison 1996-1997 du Championnat d'Afrique du Sud de football est la toute première édition du championnat de première division en Afrique du Sud. Les dix-huit meilleurs clubs du pays sont regroupés au sein d'une poule unique, où ils s'affrontent deux fois au cours de la saison, à domicile et à l'extérieur. À l'issue du championnat, les deux derniers du classement sont relégués et remplacés par les deux meilleures équipes de National First Division, la deuxième division sud-africaine.
C'est le club de Manning Rangers qui remporte le championnat cette saison, après avoir terminé en tête du classement final, avec huit points d'avance sur Kaiser Chiefs et dix sur les Orlando Pirates. C'est le tout premier titre de champion d'Afrique du Sud de l'histoire du club.

## Les 18 clubs participants
| - Manning Rangers - Kaizer Chiefs - Orlando Pirates - Umtata Bucks - Hellenic FC - Mamelodi Sundowns - Jomo Cosmos - Cape Town Spurs - Supersport United | - Bloemfontein Celtic - Moroka Swallows - Wits University FC - Qwa Qwa Stars - AmaZulu FC - Vaal Professionals - Real Rovers - African Warriors - Witbank Black Aces |

## Compétition

### Classement
Le barème utilisé pour établir le classement est le suivant :
- Victoire : 3 points
- Match nul : 1 point
- Défaite : 0 point

| Rang | Équipe              | Pts | J  | G  | N  | P  | Bp | Bc | Diff |
| ---- | ------------------- | --- | -- | -- | -- | -- | -- | -- | ---- |
| 1    | Manning Rangers     | 74  | 34 | 23 | 5  | 6  | 53 | 28 | +25  |
| 2    | Kaizer Chiefs       | 66  | 34 | 18 | 12 | 4  | 56 | 23 | +33  |
| 3    | Orlando Pirates     | 64  | 34 | 18 | 10 | 6  | 43 | 27 | +16  |
| 4    | Umtata Bucks        | 57  | 34 | 16 | 9  | 9  | 45 | 29 | +16  |
| 5    | Hellenic FC         | 56  | 34 | 16 | 7  | 11 | 46 | 31 | +15  |
| 6    | Mamelodi Sundowns C | 50  | 34 | 13 | 11 | 10 | 35 | 30 | +5   |
| 7    | Jomo Cosmos         | 49  | 34 | 11 | 16 | 7  | 32 | 27 | +5   |
| 8    | Cape Town Spurs     | 48  | 34 | 14 | 6  | 14 | 40 | 45 | -5   |
| 9    | Supersport United   | 46  | 34 | 10 | 16 | 8  | 40 | 35 | +5   |
| 10   | Bloemfontein Celtic | 44  | 34 | 13 | 5  | 16 | 38 | 39 | -1   |
| 11   | Moroka Swallows     | 43  | 34 | 11 | 10 | 13 | 33 | 35 | -2   |
| 12   | Wits University FC  | 41  | 34 | 11 | 8  | 15 | 27 | 31 | -4   |
| 13   | Qwa Qwa Stars       | 38  | 34 | 10 | 8  | 16 | 39 | 49 | -10  |
| 14   | AmaZulu FC          | 37  | 34 | 9  | 10 | 15 | 34 | 46 | -12  |
| 15   | Vaal Professionals  | 36  | 34 | 10 | 6  | 18 | 38 | 49 | -11  |
| 16   | Real Rovers         | 36  | 34 | 8  | 12 | 14 | 35 | 46 | -11  |
| 17   | African Warriors    | 35  | 34 | 10 | 5  | 19 | 32 | 50 | -18  |
| 18   | Witbank Black Aces  | 19  | 34 | 4  | 7  | 23 | 26 | 72 | -46  |

|  | Qualification pour la Ligue des champions 1998                |
|  | Qualification pour la Coupe des Coupes 1998                   |
|  | Relégation directe en National First Division                 |
|  | T Tenant du titre C : Vainqueur de la Coupe de Afrique du Sud |

## Bilan de la saison
| Championnat d'Afrique du Sud de football 1996-1997 |                             |
| Champion                                           | Manning Rangers (1er titre) |
| Coupes et trophées                                 |                             |
| Vainqueur de la Coupe d'Afrique du Sud 1996-1997   | Mamelodi Sundowns           |
| Qualifications continentales                       |                             |
| Ligue des champions 1998                           | Manning Rangers             |
| Coupe des Coupes 1998                              | Mamelodi Sundowns           |
| Promotions et relégations                          |                             |
| Promus en Premier Soccer League                    | Engen Santos                |
| Promus en Premier Soccer League                    | African Wanderers           |
| Relégués en National First Division                | African Warriors            |
| Relégués en National First Division                | Witbank Black Aces          |